# Trionfale (suburbio di Roma)
Trionfale è il decimo suburbio di Roma, indicato con S. X.
Il nome è associato all'omonimo quartiere ed è preso, come per il quartiere, dalla via Trionfale.

## Geografia fisica

### Territorio
Si trova nell'area nord-ovest della città, a ridosso ed internamente al Grande Raccordo Anulare
Il suburbio confina:
- a nord-ovest con la zona Z. L Ottavia[1]
- a est con la zona Z. LIII Tomba di Nerone[2] e il suburbio S. XI Della Vittoria[3]
- a sud-est con il quartiere Q. XXVII Primavalle[4]
- a sud con il suburbio S. IX Aurelio[5]
- a ovest con la zona Z. XLVIII Casalotti[6]

## Storia
Il suburbio viene definito con deliberazione del Governatore n. 1222 del 27 febbraio 1932 con numerazione S. XI, quindi assunse l'attuale numerazione e codice in concomitanza della soppressione del suburbio S. VII Ostiense, avvenuta con variazione del dizionario toponomastico del 1º marzo 1954.
Nella delibera del Commissario Straordinario n. 2453 del 13 settembre 1961, contenente la riorganizzazione dei comprensori periferici a causa la notevole urbanizzazione, fu definita anche l'istituzione del quartiere Primavalle, utilizzando la porzione est del suburbio, adiacente al quartiere Trionfale, di circa 500 ettari. Ancora molte strade del nucleo storico di Primavalle riportano le targhe stradali originali con l'indicazione del suburbio S. X, invece di quella del quartiere di pertinenza, Q. XXVII.

## Monumenti e luoghi d'interesse

### Architetture civili
- Casale del Marmo, su via Isidoro Carini. Casale del XVII secolo. 41.951204°N 12.408953°E
- Castello di Casale del Marmo, su via Isidoro Carini. Castello del XX secolo. 41.951569°N 12.409102°E
- Ex Manicomio Santa Maria della Pietà, su piazza Santa Maria della Pietà. Struttura ospedaliera del XX secolo.
- Ospedale San Filippo Neri, su via Giovanni Marinotti. Struttura ospedaliera del XX secolo.
- Monastero Riparazione Cenacolo Cuor di Gesù, su via Casali di Torrevecchia. Convento con chiostro del XX secolo. 41.920777°N 12.408314°E

### Architetture religiose
- Basilica di Santa Sofia di Ucraina, su via di Boccea. Chiesa del XX secolo. 41.911727°N 12.397591°E

Chiesa dei cattolici ucraini di Roma di rito greco-cattolico.
- Iglesia ni Cristo, su via Viguzzolo. Chiesa del XX secolo. 41.92246°N 12.400589°E
- Chiesa di Santa Faustina Kowalska, su via Andersen. Chiesa del XX secolo (2000). 41.92246°N 12.400589°E

Progetto dell'architetto Gabriele Molè.
- Chiesa di Santa Maria della Presentazione, su via di Torrevecchia. Chiesa del XX secolo (1997-2000). 41.912°N 12.401065°E

Progetto degli architetti Glauco Ghesleri e Roberto Ghesleri.

### Aree naturali
- Riserva naturale dell'Insugherata, porzione sud-ovest.
- Parco Santa Maria della Pietà, su piazza Santa Maria della Pietà. 41.941384°N 12.41625°E

## Geografia antropica

### Urbanistica
Nel territorio del suburbio Trionfale si estendono parte delle zone urbanistiche 18C Fogaccia, 19B Primavalle e 19D Santa Maria della Pietà e le aree urbane di Quartaccio (PdZ 13V), San Giusto/Podere Zara (zona "O" 68) e Torresina (PdZ B44).

## Infrastrutture e trasporti
|  | È raggiungibile dalle stazioni di Monte Mario e San Filippo Neri. |